# Mester János (színművész)
Mester János (Devecser, 1926. szeptember 11. –) Jászai Mari-díjas magyar színész.

## Életpályája
Devecserben született, 1926. szeptember 11-én. 1948-ban színészként végzett a Színművészeti Főiskolán. A pályáját ösztöndíjasként a Nemzeti Színházban kezdte. Később Miskolcon, Pécsett, Győrben szerepelt. 1954-től ismét a Nemzeti Színház és az Ifjúsági Színház művésze volt, majd Kecskeméten játszott. Drámai és vígjátéki jellemszerepekben láthatták a nézők. 1971-ben Jászai Mari-díjat kapott.

## Fontosabb színpadi szerepei
- William Shakespeare: A makrancos hölgy... Petruchio
- Friedrich Schiller: Ármány és szerelem... Ferdinand
- Friedrich Schiller: Stuart Mária... Belliévre gróf
- George Bernard Shaw: Szent Johanna... Dauphin
- Friedrich Dürrenmatt: Az öreg hölgy látogatása... Boby
- Nyikolaj Vasziljevics Gogol: A revizor... Oszip
- Móricz Zsigmond: A boszorkány... Bethlen János
- Illyés Gyula: Fáklyaláng... Görgey

## Filmek, tv
- Hamlet (1983)
- Kaméliás hölgy (1986)